# City Gallery (Hong Kong)
La City Gallery (展城館)  est un centre d'exposition sur la planification et le développement des zones urbaines de Hong Kong situé sur Edinburgh Place à Central. Il s'agit d'une initiative de relations publiques du département de la planification du gouvernement de Hong Kong.
L'entrée est gratuite.

## Histoire
Initialement nommée « Galerie d'exposition de la planification et des infrastructures de Hong Kong » (香港規劃及基建展覽館), elle est installée en 2002 au rez-de-chaussée du bâtiment annexe de l'hôtel de ville de Hong Kong en tant que galerie d'exposition temporaire, en attendant la création d'un galerie d'exposition permanente à part entière qui occupera tout le bâtiment.
Pour faire place aux travaux de rénovation et d'agrandissement de l'annexe de l'hôtel de ville, la galerie temporaire est déplacée au rez-de-chaussée du parking à étages de Murray Road (en) à la mi-2009 afin de maintenir des services continus au public.
La galerie permanente rouvre dans le bâtiment annexe de l'hôtel de ville en 2012.

## Description
La galerie présente les propositions de planification et les projets d'infrastructure du gouvernement de Hong Kong. Elle comprend six sections principales : Empreintes, Hong Kong 2030, New Kai Tak, Transport & Logistique, Développement durable et Environnement de vie. Les fonctionnalités et dispositifs interactifs donnent aux visiteurs les dernières informations sur la planification et les développements des infrastructures à Hong Kong.

## Accès
La galerie est accessible à distance de marche à l'ouest de la station de métro de Central.

## Galerie

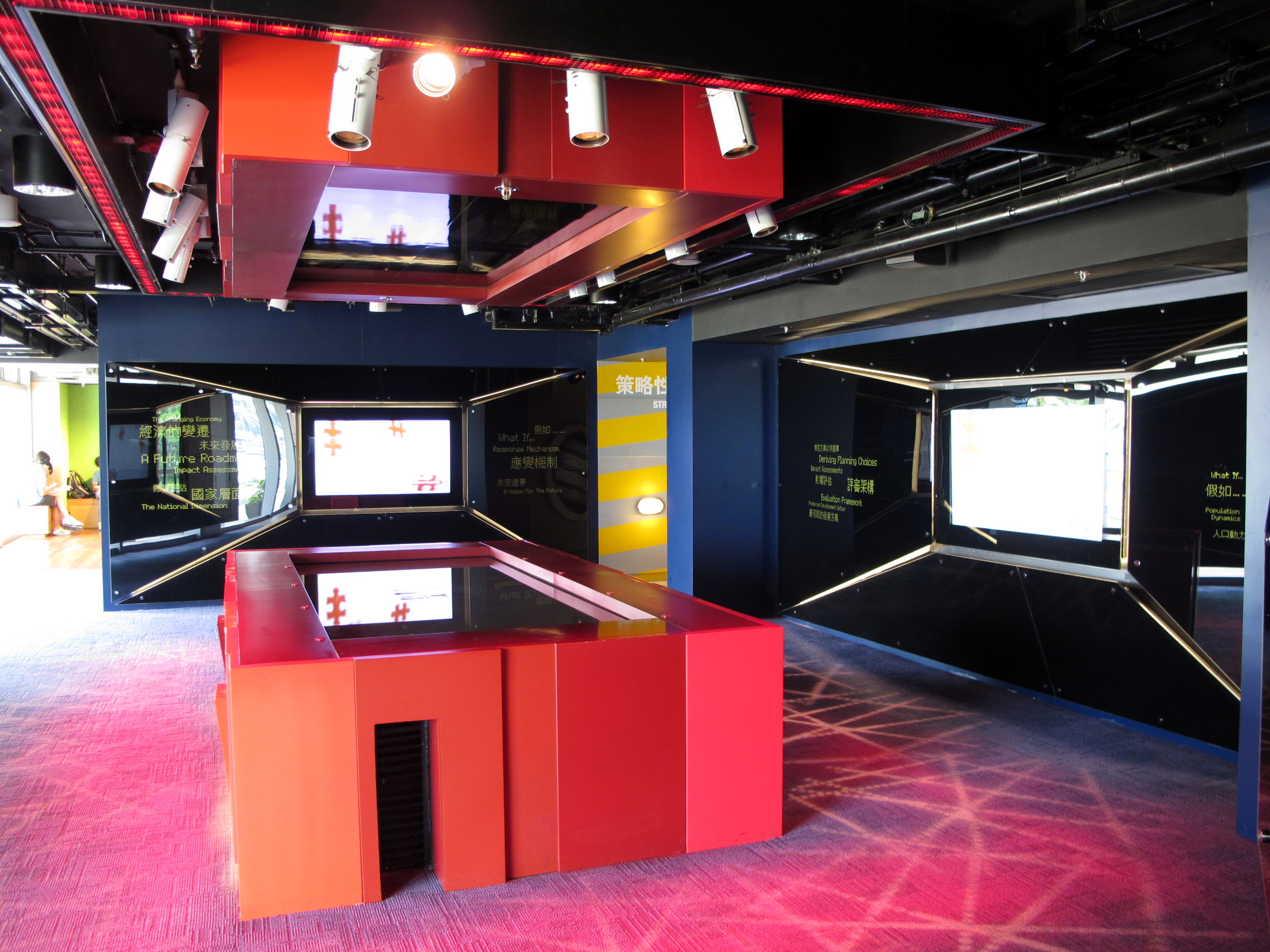
Intérieur de la City Gallery.
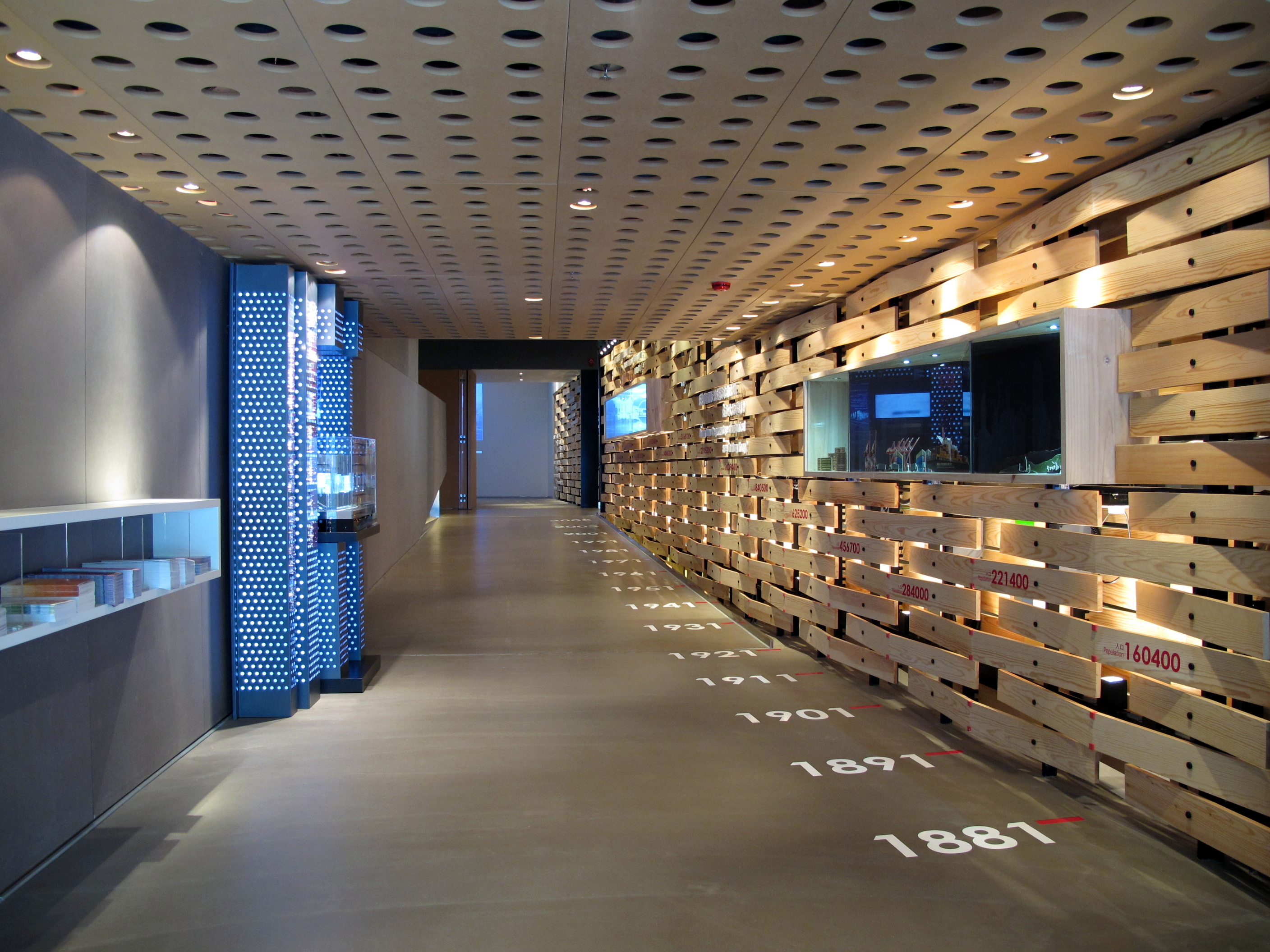
Section des infrastructures en 2010.
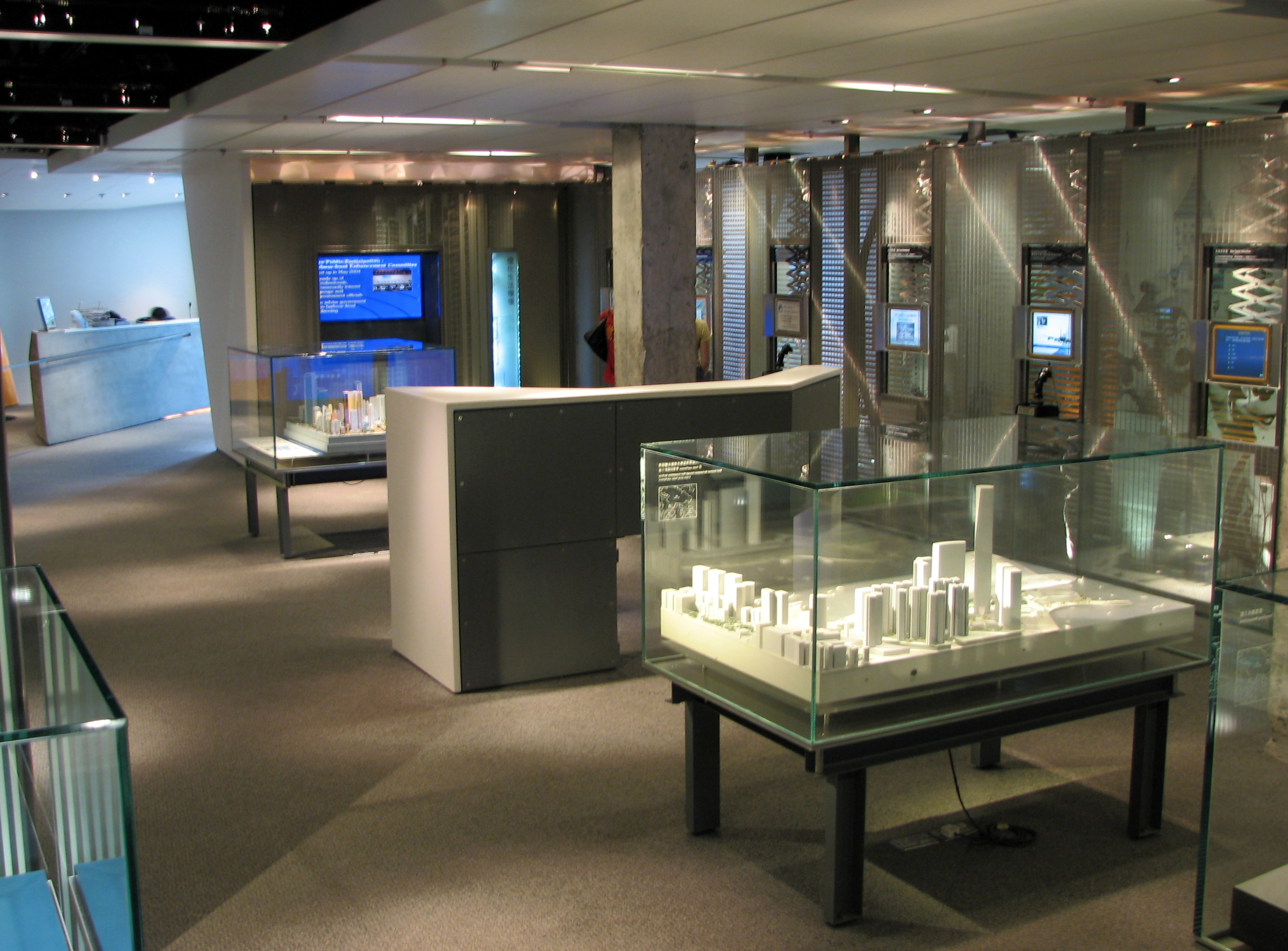
Section des infrastructures en 2006.
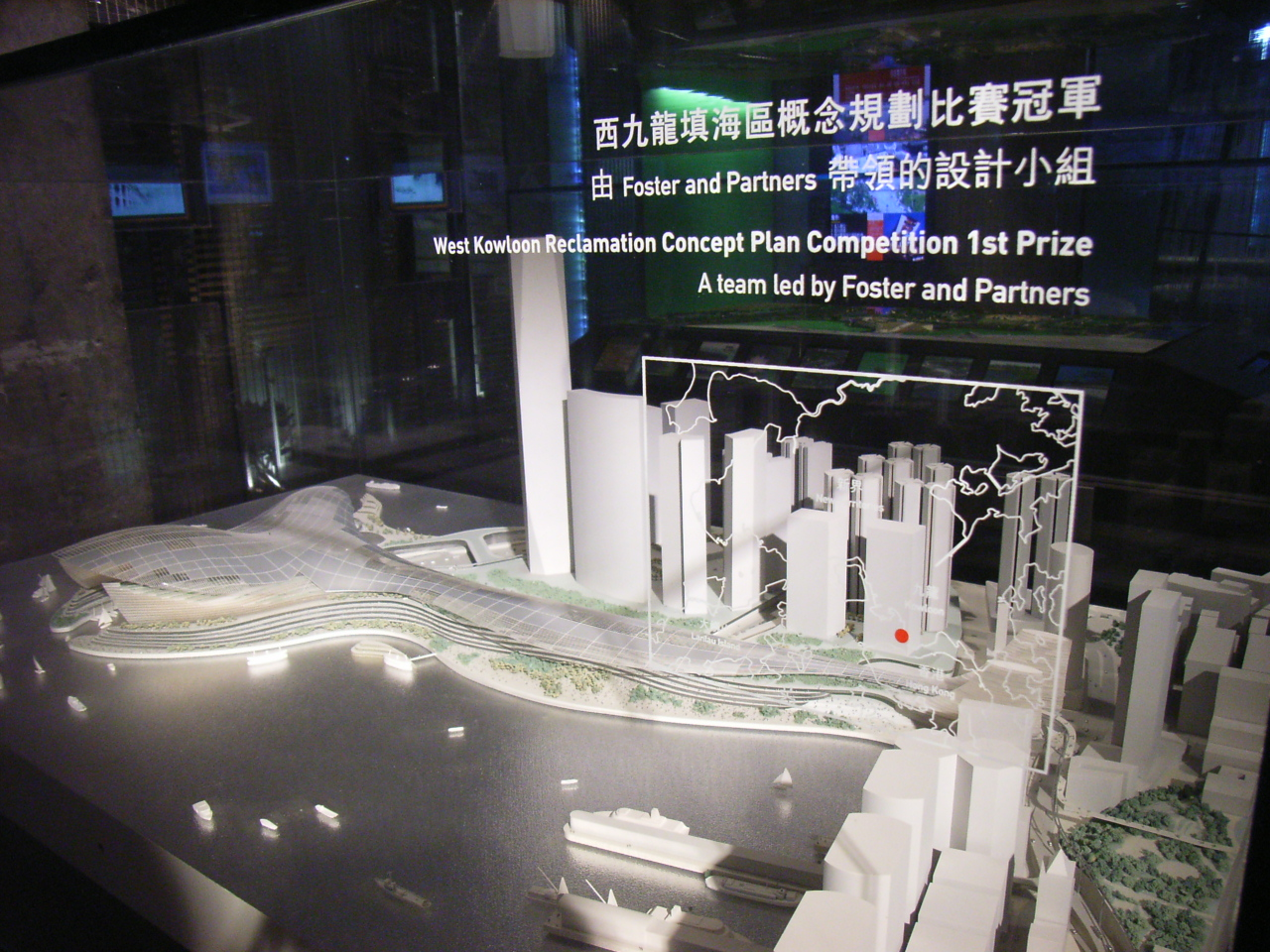
Gagnant de l'appel d'offres de création de terre-pleins.
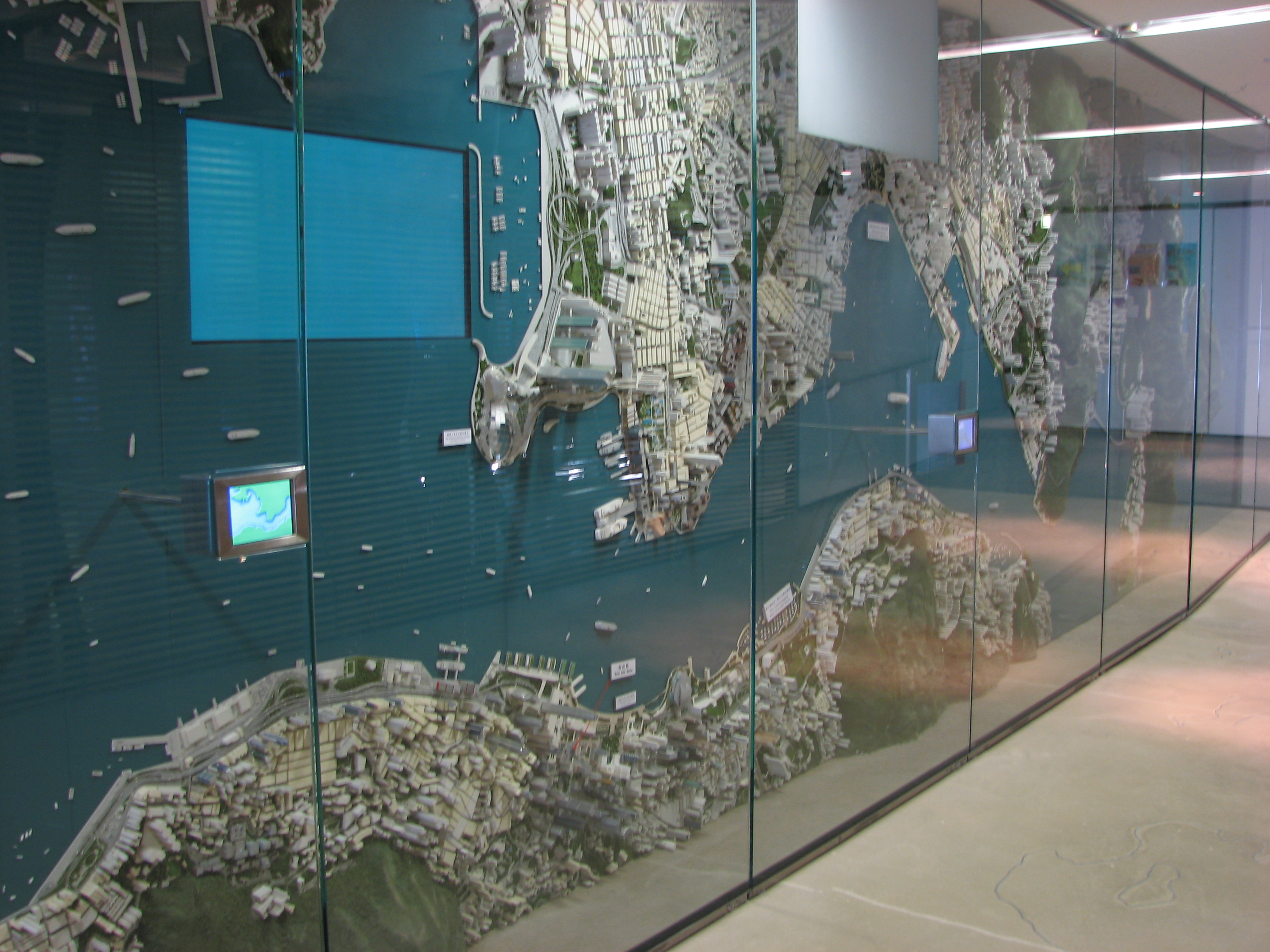
Section de l'expérience d'infrastructure.
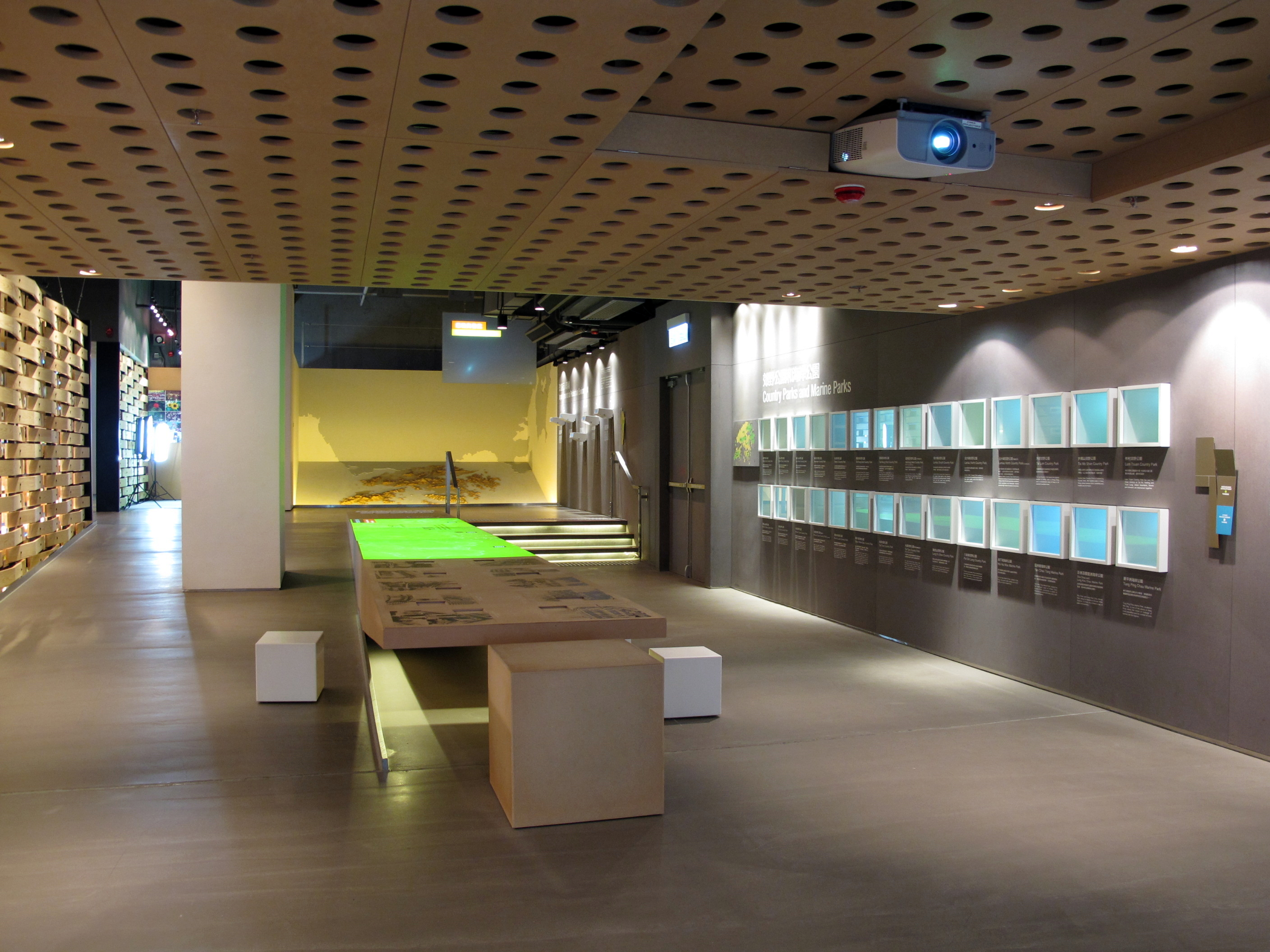
Section du développement durable.
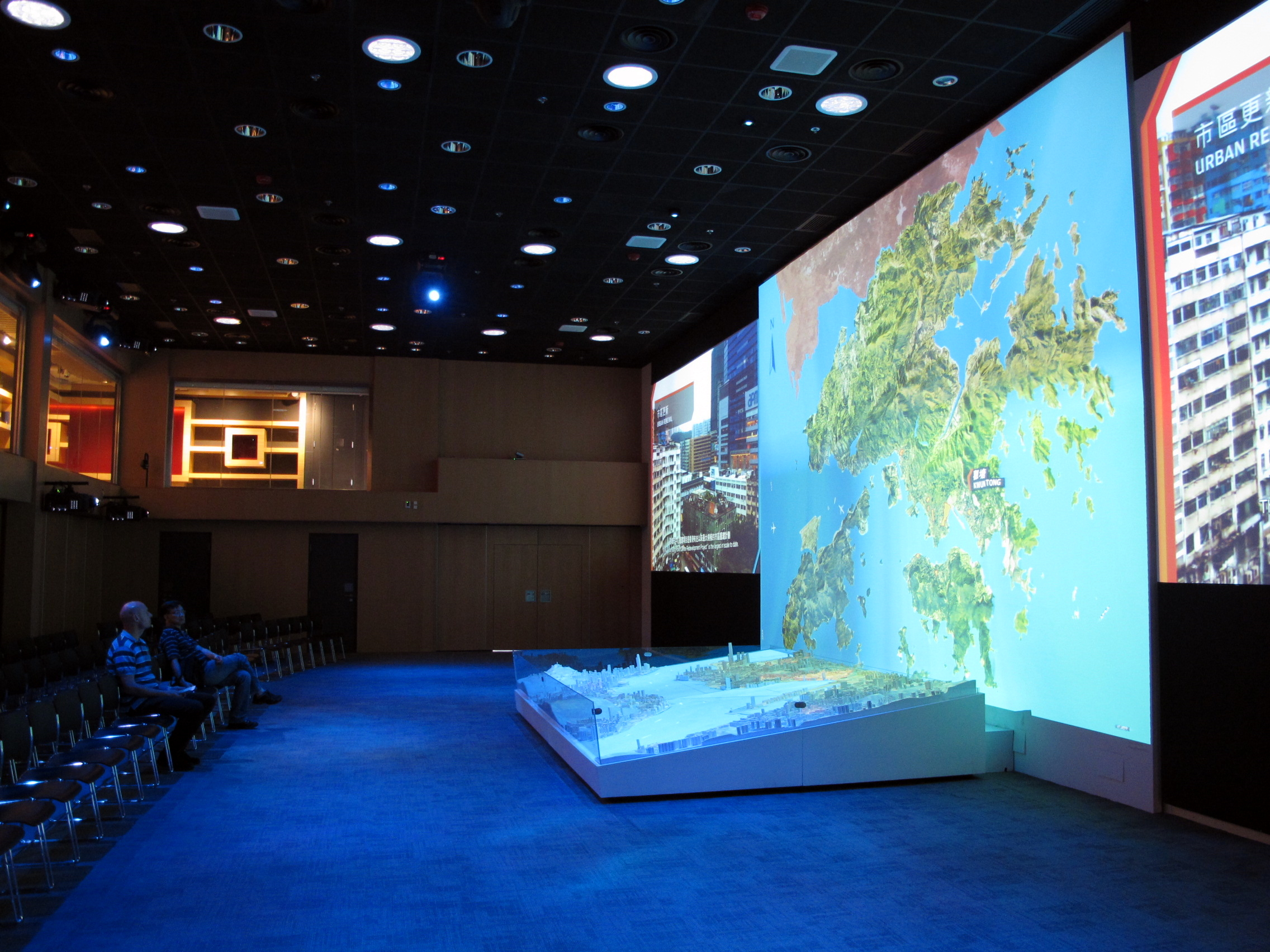
Salle de projection à thème.
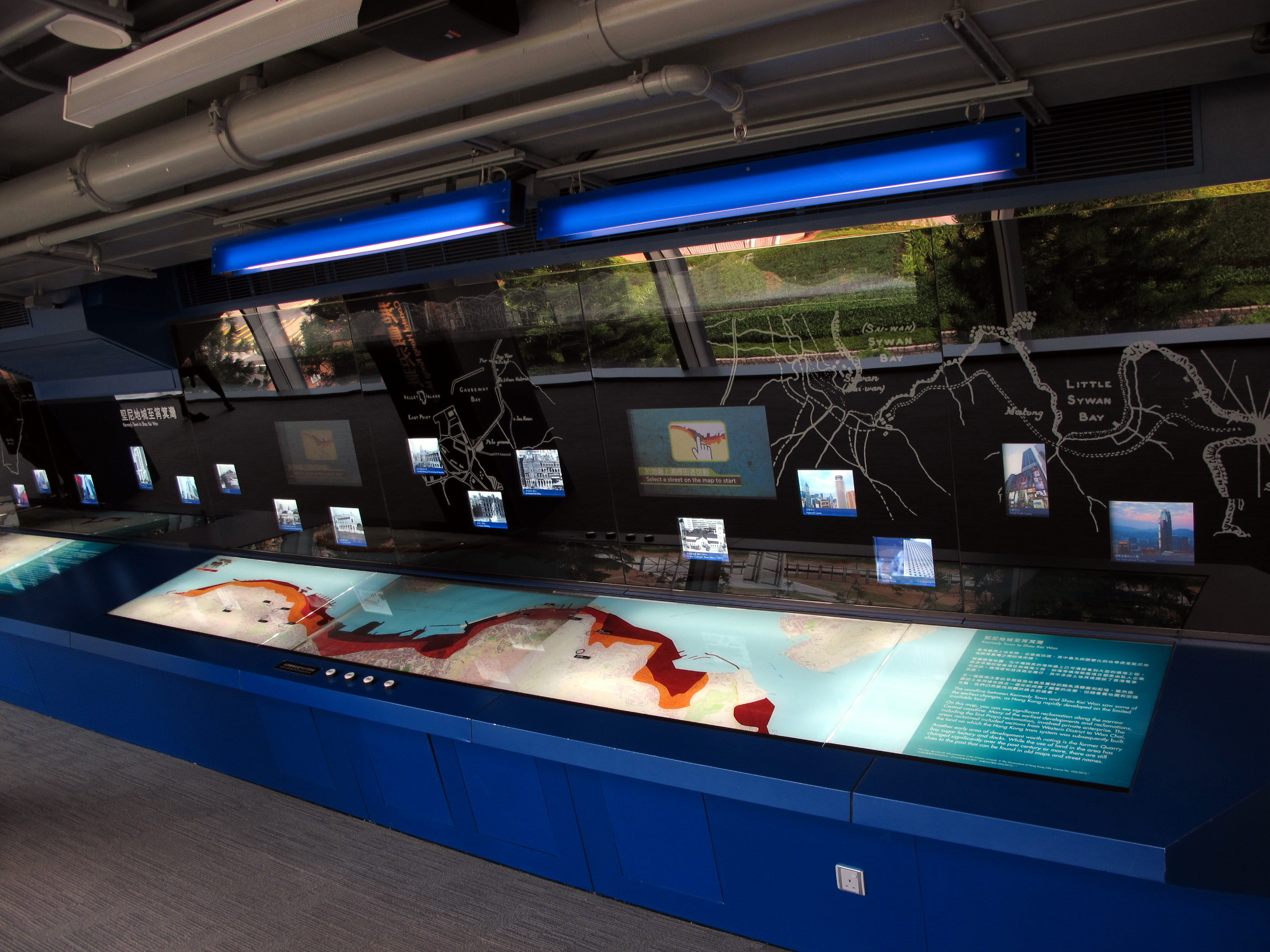
Section du développement agraire.